# Plus fort que la tempête
Pour plus de détails, voir Fiche technique et Distribution.
Plus fort que la tempête (titre original : polonais : Potop) est un film polonais réalisé par Jerzy Hoffman, sorti en 1974. Le film a été nommé à l'Oscar du meilleur film en langue étrangère.
Il a la particularité de durer 315 minutes, soit plus de cinq heures. Il s'agit d'une adaptation du roman Le Déluge (Potop) de Henryk Sienkiewicz (1886).

## Synopsis
Pendant la première guerre du Nord en 1655, des nobles de la république des Deux Nations se rallient à Charles X Gustave, roi de Suède, pendant que les autres restent fidèles à Jean II Casimir Vasa.

## Fiche technique
- Titre : Plus fort que la tempête
- Titre original : Potop
- Réalisation : Jerzy Hoffman
- Scénario : Jerzy Hoffman, Adam Kersten et Wojciech Zukrowski d'après le roman de Henryk Sienkiewicz
- Musique : Kazimierz Serocki
- Directeur de la photographie : Jerzy Wójcik
- Pays d'origine : Pologne, URSS
- Format : Couleurs
- Genre : Aventure, historique, romance et guerre
- Durée : 315 minutes
- Dates de sortie : 
  -  Pologne : 2 septembre 1974

## Distribution
- Daniel Olbrychski : Andrzej Kmicic
- Małgorzata Braunek : Oleńka Billewiczówna
- Tadeusz Łomnicki : Michał Wołodyjowski
- Kazimierz Wichniarz : Jan Onufry Zagłoba
- Władysław Hańcza : Janusz Radziwiłł
- Leszek Teleszyński : Bogusław Radziwiłł
- Ewa Szykulska : Zonia
- Stanisław Jasiukiewicz : Augustyn Kordecki
- Franciszek Pieczka : vieux Kiemlicz
- Bruno O'Ya : Józwa Butrym
- Wiesław Gołas : Stefan Czarniecki
- Piotr Pawłowski : Jean II Casimir Vasa
- Leon Niemczyk : Charles X Gustave
- Ewa Szykulska : Zonia Gosztowtówna
- Kazimierz Kaczor : un officier du prince Bogusław Radziwiłł
- Krzysztof Kowalewski : Roch Kowalski
- Bogusz Bilewski : Kulwiec-Hippocentaurus